# Vivienne Goonewardene
Vivienne Goonewardene (singhalais : වයලට් විවියන් ගුන්වර්ධන, tamoul : வயலட் விவியென் கூனவர்தன ; 18 septembre 1916 - 3 octobre 1996), communément connue sous le nom de Vivi, est une militante anticolonialiste et politicienne sri-lankaise, l'une des premières femmes ministres au monde. Figure clé à la fois du mouvement indépendantiste indien et du mouvement indépendantiste sri-lankais, ses efforts sont célébrés chaque année le jour de l'indépendance du Sri Lanka. Elle était la première et, à ce jour, la seule femme Héros nationale du Sri Lanka.
Née dans une famille aisée conservatrice pro-monarchique, Goonewardene fait ses études dans des écoles bouddhistes anglophones, parlant le singhalais et l'hindi ainsi que l'anglais. Alors qu'elle est à l'école secondaire, Goonewardene s'implique dans le mouvement anti-impérialiste Suriya-Mal, luttant contre les injustices perçues. Elle se porte volontaire pendant l'épidémie de paludisme de 1934, date à laquelle elle est témoin de la malnutrition rampante des pauvres. Ses oncles maternels, Philip et Robert Gunawardena, sont des dirigeants socialistes qui l'encouragent à poursuivre des études supérieures. Elle rencontre son mari, Leslie Goonewardene, fondateur le premier parti politique du Sri Lanka, le Parti Lanka Sama Samaja en 1935, et en est la secrétaire générale de 1935 à 1977.
Au cours de sa carrière politique, elle joue un rôle déterminant dans la montée du Parti Lanka Sama Samaja. Avec le début de la Seconde Guerre mondiale, Goonewardene échappe à l'arrestation en fuyant vers l'Inde sous un faux nom. Là, elle s'immerge dans le mouvement Quit India, qui aboutit à l'indépendance de l'Inde de la Grande-Bretagne en 1947. À son retour au Sri Lanka, elle joue un rôle important dans l'indépendance du Sri Lanka de la Grande-Bretagne en 1948. Des années 40 aux années 60, le Parti Lanka Sama Samaja est le principal parti d'opposition du Sri Lanka. Goonewardene est une membre éminente du Parlement et présidente du Syndicat des travailleurs du gouvernement local de Ceylan de 1949 jusqu'à sa mort. Grâce à cela, Goonewardene tente de réformer l'ancienne colonie britannique de Ceylan en une république socialiste en nationalisant des organisations dans les secteurs bancaire, de l'éducation, de l'industrie, des médias et du commerce. Dans les années 1960, le parti dirige la coalition du Front uni et, grâce à son effondrement électoral, amène la première femme chef d'État au pouvoir.

## Début dans la vie et débuts politiques

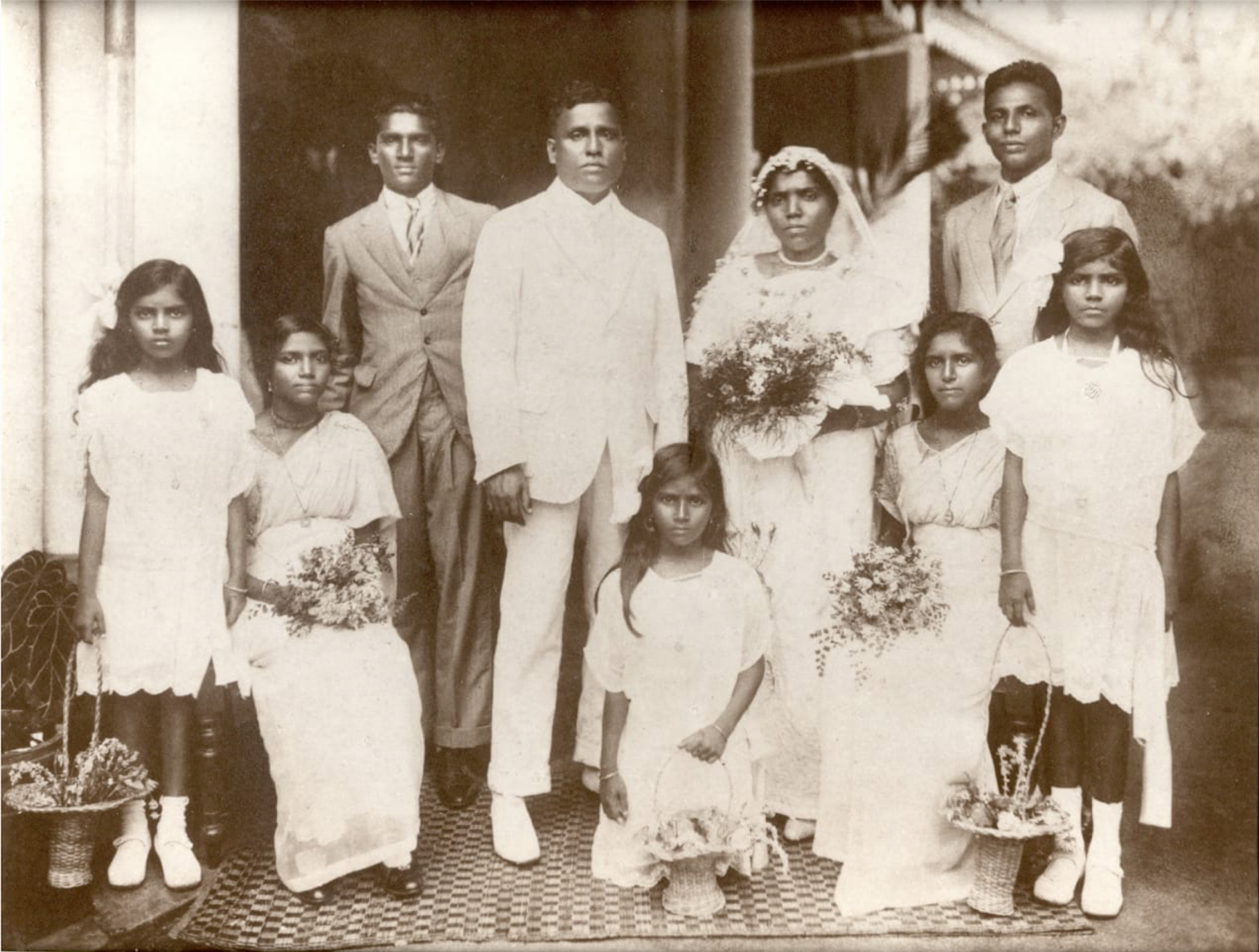
La famille de Vivienne Goonewardene dans les années 1920.

Goonewardene est née à Colombo le 18 septembre 1916 sous le nom de Violet Vivienne Goonetilleke. Elle est l'aînée de cinq enfants nés du Dr Don Allenson Goonetilleke, un conservateur pro-monarchie qui croyait au gouvernement britannique continu de Ceylan, et de sa femme Emily Angeline Gunawardena,. En tant que médecin, son père est souvent transféré dans diverses régions de Ceylan,. Elle est nommée Vivienne en l'honneur de l'infirmière française qui a aidé à l'accoucher. Goonewardene a passé sa jeunesse à Tissamaharama, un village isolé dans lequel son père est en poste,.
Le grand-père maternel de Goonewardene, Don Jakolis Rupasinghe Gunawardena, est un riche propriétaire foncier ayant servi de chef de village sous la gouvernance coloniale. Il est connu sous le nom de Boralugoda Ralahamy par les habitants ; cela vient du fait qu'il est le chef, ou ralahamy, du village de Boralugoda. Il est un chef de file dans la renaissance bouddhiste du début du XXe siècle et est l'un de ceux incarcérés par le gouverneur général, Robert Chalmers, sous prétexte d'être impliqué dans les émeutes cinghalo-musulmanes de 1915,,. Ralahamy est condamné à mort, en partie comme une tentative par Chalmers d'éliminer les dirigeants nationalistes régionaux et de supprimer un éventuel mouvement anti-britannique de jaillir des troubles,,. Cette condamnation est ensuite graciée par le gouverneur général à la suite d'un tollé général. La grand-mère maternelle de Goonewardene, Gunasekara Hamine de Siyane Korale, vient également d'une immense richesse et de la noblesse terrienne. Hamine a une grande influence sur Vivienne Goonewardene dans sa jeunesse ; malgré son statut, en raison du manque de professionnels de santé, Hamine aide personnellement à la naissance de chaque enfant dans un bâtiment qu'elle a financé,.

## Éducation et activisme précoce
Pour permettre à Vivienne d'accéder à une éducation solide, ses parents acceptent de l'envoyer en internat.Goonewardene fait ses études au Musaeus College, une école privée de filles à Colombo. Là, elle est élue chef de file en 1933. Malgré sa position à l'école, elle est connue pour ses actes de défi à l'autorité. C'est pendant ses études au Musaeus College que son intérêt pour la politique se développe.

## Mouvement Suriya-Mal et épidémie de paludisme en 1934
En tant que chef de file, elle s'implique dans le mouvement Suriya-Mal. Ce mouvement est une protestation contre le produit des ventes de coquelicots le jour de l'Armistice (11 novembre) utilisé au profit des ex-militaires britanniques au détriment des ex-militaires de Ceylan. Le produit de chaque vente est consacré à aider les anciens militaires de Ceylan dans le besoin,. Alors que la vente de la fleur de Suriya avait commencé en 1931, en 1933, la vente de celle-ci à la place du coquelicot le 11 novembre a été lancée à l'initiative de la South Colombo Youth League,. Le mouvement avait pour slogan "contre l'esclavage et la pauvreté et pour la liberté et la prospérité".
Le jour du Souvenir 1934, Goonewardene a vendu la fleur de Suriya dans son école aux étudiants et aux enseignants.Elle a noté que c'était un succès complet avec les étudiants, mais seulement un demi-succès avec l'ancienne génération.C'est à partir de cette campagne nationaliste de masse que le Parti Lanka Sama Samaja (LSSP) a été fondé plus tard.Vivienne est allée plus loin, amenant ses camarades à placer leurs boîtes d'instruments sur les tableaux noirs et à 11 heures du matin à les renverser, le bruit subséquent masquant celui du salut de cérémonie.
Le mouvement Suriya-Mal a fait beaucoup de bénévolat lors des catastrophes de 1934. Une sécheresse a provoqué une pénurie de riz, estimée à 3 millions de boisseaux ; des inondations, à partir d'octobre et une épidémie de paludisme, affectant 1 000 000 de personnes avec au moins 125 000 morts, qui s'est poursuivie jusqu'en 1935, a gravement touché les pauvres,. La résidence des Goonetilleke a été transformée en hôpital pour malades . Les volontaires, dont Vivienne, ont observé une malnutrition généralisée parmi les pauvres, aggravée par la pénurie de riz, et qui réduisait la résistance à la maladie,.

## Éducation ultérieure
Le père de Goonewardene, en tant que traditionaliste, s'est opposé à l' éducation continue de Vivienne et a estimé qu'elle devrait être mariée à un autre homme riche. Comme elle était au pensionnat et que son père voyageait souvent, son oncle Robert et sa tante Caroline ont été autorisés à retirer Vivienne de l'école. Robert l'a aidée, contre la volonté de son père, à quitter l'école pour suivre des cours pour le Cambridge Matriculation Examination, qu'elle a réussi à 16 ans.Alors qu'elle résidait toujours au Musaeus College, Gunawardene a été secrètement instruite par son professeur, Marjorie Davidson, pour se présenter à l' examen de bourse de l'Université. Ici, elle a remporté une exposition lors de l'examen de bourse et une bourse pour étudier l' anglais avec distinction au University College de Colombo,. En découvrant son acceptation à l'université, Goonetilleke a refusé de laisser Vivienne y étudier. Malgré cela, ses oncles et les amis de son père l'ont persuadé de lui permettre d'étudier - elle a ensuite terminé ses études, grâce à ses efforts pour la gêner.
Au University College, Goonewardene a logé à l'auberge pour femmes sur Queen's Road. Comme son père n'a pas permis à Goonewardene de rejoindre la société de théâtre, elle s'est tournée vers le club de débat de l'université. Ici, elle a fait face à beaucoup de discriminations pour son sexe de la part de l'opposition dans une activité largement masculine, mais a continué. Son partenaire de débat, Horace Perera, a rappelé un incident dans lequel cela a été affiché.